# Amathia
Amathia is een mosdiertjesgeslacht uit de familie van de Vesiculariidae en de orde Ctenostomatida. De wetenschappelijke naam ervan is in 1812 voor het eerst geldig gepubliceerd door Lamouroux.

## Soorten
- Ondersoort: Amathia (Crassicaula) Kubanin, 1992
  - Amathia (Crassicaula) medullaris (Mawatari, 1972)

- Amathia acervata Lamouroux, 1824
- Amathia aegyptiana d'Hondt, 1983
- Amathia aggregata (O'Donoghue & O'Donoghue, 1926)
- Amathia alternata Lamouroux, 1816
- Amathia antarctica (Winston & Hayward, 1994)
- Amathia arctica (Busk, 1880)
- Amathia bicornis Tenison-Woods, 1880
- Amathia biseriata Krauss, 1837
- Amathia brasiliensis Busk, 1886
- Amathia brevisilva Hirose, Gordon & d'Hondt, 2020
- Amathia brongniartii Kirkpatrick, 1888
- Amathia caspia (Abrikosov, 1959)
- Amathia chimonidesi Gordon & Spencer Jones, 2013
- Amathia citrina (Hincks, 1877)
- Amathia composita (Kluge, 1955)
- Amathia connexa Busk, 1886
- Amathia convoluta (Lamarck, 1816)
- Amathia cornuta (Lamarck, 1816)
- Amathia crispa (Lamarck, 1816)
- Amathia delicatula Souto, Fernández-Pulpeiro & Reverter-Gil, 2010
- Amathia dhondti Waeschenbach, Vieira, Souto-Derungs, Nascimento & Fehlauer-Ale, 2015
- Amathia dichotoma (Verrill, 1873)
- Amathia distans Busk, 1886
- Amathia ernsti (Vieira, Migotto & Winston, 2014)
- Amathia evelinae (Vieira, Migotto & Winston, 2014)
- Amathia fimbria Hirose, Gordon & d'Hondt, 2020
- Amathia francorum (Jullien, 1888)
- Amathia gracei Gordon & Spencer Jones, 2013
- Amathia gracilis (Leidy, 1855)
- Amathia gracillima (Hincks, 1877)
- Amathia guernseii Chimonides, 1987
- Amathia hahni (Jullien, 1888)

- Amathia imbricata (Adams, 1800)
- Amathia intermedis Chimonides, 1987
- Amathia lamourouxi Chimonides, 1987
- Amathia lendigera (Linnaeus, 1758)
- Amathia maxima (Winston, 1982)
- Amathia minoricensis Souto, Fernández-Pulpeiro & Reverter-Gil, 2010
- Amathia minutissima (Jullien, 1888)
- Amathia mobilis (Vieira, Migotto & Winston, 2014)
- Amathia obliqua MacGillivray, 1895
- Amathia pinnata Kirkpatrick, 1888
- Amathia plumosa MacGillivray, 1890
- Amathia populea d'Hondt, 1983
- Amathia pruvoti Calvet, 1911
- Amathia pusilla (Jullien, 1903)
- Amathia pustulosa (Ellis & Solander, 1786)
- Amathia reptopinnata Hirose, Gordon & d'Hondt, 2020
- Amathia rudis Kubanin, 1992
- Amathia scoparia Meneghini, 1844
- Amathia semiconvoluta Lamouroux, 1824
- Amathia semispiralis (Kirchenpauer, 1869)
- Amathia similis Gordon & Spencer Jones, 2013
- Amathia stationis (Ostroumoff, 1886)
- Amathia tertia (Winston & Hayward, 2012)
- Amathia tortuosa Tenison-Woods, 1880
- Amathia tricornis Busk ms in Chimonides, 1987
- Amathia unilateralis Lamouroux, 1816
- Amathia vermetiformis Harmer, 1926
- Amathia verticillata (delle Chiaje, 1822)
- Amathia vidovici (Heller, 1867)
- Amathia wilsoni Kirkpatrick, 1888
- Amathia woodsii (Goldstein, 1879)
- Amathia zealandica Gordon & Spencer Jones, 2013

- Amathia australis (Tenison Woods, 1877) (taxon inquirendum)

Niet geaccepteerde soorten:
- Amathia convoluta Lamouroux, 1816 → Amathia crispa (Lamarck, 1816)
- Amathia cornuta Lamouroux, 1816 → Amathia lamourouxi Chimonides, 1987
- Amathia spiralis Lamouroux, 1816 → Amathia convoluta (Lamarck, 1816)